# 키고마주

키고마 주의 위치

키고마주(Kigoma)는 탄자니아 북서부에 위치한 주로, 주도는 키고마이며 인구는 1,679,109명(2002년 기준)이다. 북쪽으로는 카게라 주, 동쪽으로는 시니앙가 주와 타보라 주, 남쪽으로는 루콰 주와 인접해 있으며 서쪽으로는 탕가니카호와 맞닿아 있다.